# Elvis Bešlagič
Elvis Bešlagič (* 4. Juli 1973 in Jesenice, SR Slowenien, Jugoslawien; † 24. April 2013 in München, Deutschland) war ein slowenischer Eishockeyspieler und -trainer.

## Karriere
Elvis Bešlagič begann seine Karriere als Eishockeyspieler in seiner Heimatstadt in der Nachwuchsabteilung des HK Jesenice, für dessen Profimannschaft er in der Saison 1991/92 sein Debüt in der slowenischen Eishockeyliga gab. Mit der Mannschaft wurde er in seinem Rookiejahr auf Anhieb Slowenischer Meister. Diesen Erfolg konnte er mit Jesenice in den folgenden beiden Jahren wiederholen. Anschließend wechselte er innerhalb Sloweniens zu HDD Olimpija Ljubljana, mit dem er 1996 und 1997 ebenfalls den nationalen Meistertitel gewann. Zur Saison 1997/98 kehrte der Verteidiger nach Jesenice zurück. Nachdem er die Saison 1999/2000 für Jesenice zunächst ausschließlich in der multinationalen Interliga verbracht hatte, wechselte er im weiteren Saisonverlauf nach Deutschland zu den Iserlohn Roosters in die 2. Eishockey-Bundesliga.
Von 2000 bis 2003 stand Bešlagič in der drittklassigen Eishockey-Oberliga bei den Ratinger Ice Aliens und dem ERC Selb unter Vertrag. Anschließend verbrachte er je eine Spielzeit bei den Zweitligisten Grizzly Adams Wolfsburg, SC Bietigheim-Bissingen und REV Bremerhaven. Zur Saison 2006/07 kehrte er nach Wolfsburg zurück und stieg mit den Grizzly Adams als Zweitligameister in die Deutsche Eishockey Liga auf. Er selbst blieb jedoch in der 2. Bundesliga und begann die Saison 2007/08 bei den Moskitos Essen, die er allerdings bereits nach einem halben Jahr wieder verließ, um für die folgenden eineinhalb Jahre für deren Ligarivalen EHC München zu spielen. 2009 beendete er seine Profikarriere, heuerte im Dezember des gleichen Jahres aber beim Bayernligisten EC Pfaffenhofen an. Bei den Bayern gehörte er in den folgenden beiden Jahren zu den Topscorern. Nach zwei Jahren in Pfaffenhofen wurde er 2011 Spielertrainer beim Fünftligisten EV Moosburg.
In der Saison 2012/2013 war er Trainer beim EHC Waldkraiburg, wo er jedoch im November 2012 beurlaubt wurde. Anschließend wechselte er erneut ins Spielerlager und war für den SE Freising aktiv.
Bešlagič war verheiratet und hatte einen im Jahr 2012 geborenen Sohn. Er nahm den Namen seiner Ehefrau an und hieß seit Dezember 2012 Elvis Reese. Nach dem Ende seiner Profikarriere betrieb er gemeinsam mit seiner Ehefrau ein Fitness-Unternehmen in München.
Am 23. April 2013 starb Elvis Bešlagič im Alter von 39 Jahren. Über die Todesursache ist nichts bekannt.

### International
Für Jugoslawien nahm Bešlagič im Juniorenbereich an den U18-Junioren-B-Europameisterschaften 1990 und 1991 sowie der U20-Junioren-C-Weltmeisterschaft 1991 teil. Nach der Teilung des Landes stand er im Aufgebot der neu gegründeten slowenischen Nationalmannschaft unter anderem bei den C-Weltmeisterschaften 1993, 1995 und 1997 sowie bei der B-Weltmeisterschaft 2000 und den A-Weltmeisterschaften 2002 und 2003. Insgesamt nahm er an acht WM-Turnieren teil und spielte 115 mal für die slowenische Nationalauswahl. 2012 wurde er in die Hall of Fame des slowenischen Eishockeysports aufgenommen.

## Erfolge und Auszeichnungen
| - 1992 Slowenischer Meister mit dem HK Jesenice - 1993 Slowenischer Meister mit dem HK Jesenice - 1994 Slowenischer Meister mit dem HK Jesenice - 1996 Slowenischer Meister mit HDD Olimpija Ljubljana | - 1997 Slowenischer Meister mit HDD Olimpija Ljubljana - 2007 Meister der 2. Bundesliga und Aufstieg in die DEL mit den Grizzly Adams Wolfsburg |

## Karrierestatistik
(Legende zur Spielerstatistik: Sp oder GP = absolvierte Spiele; T oder G = erzielte Tore; V oder A = erzielte Assists; Pkt oder Pts = erzielte Scorerpunkte; SM oder PIM = erhaltene Strafminuten; +/− = Plus/Minus-Bilanz; PP = erzielte Überzahltore; SH = erzielte Unterzahltore; GW = erzielte Siegtore; 1 Play-downs/Relegation; Kursiv: Statistik nicht vollständig)

### International
(Legende zur Spielerstatistik: Sp oder GP = absolvierte Spiele; T oder G = erzielte Tore; V oder A = erzielte Assists; Pkt oder Pts = erzielte Scorerpunkte; SM oder PIM = erhaltene Strafminuten; +/− = Plus/Minus-Bilanz; PP = erzielte Überzahltore; SH = erzielte Unterzahltore; GW = erzielte Siegtore; 1 Play-downs/Relegation; Kursiv: Statistik nicht vollständig)